# Phóng xạ tự chụp

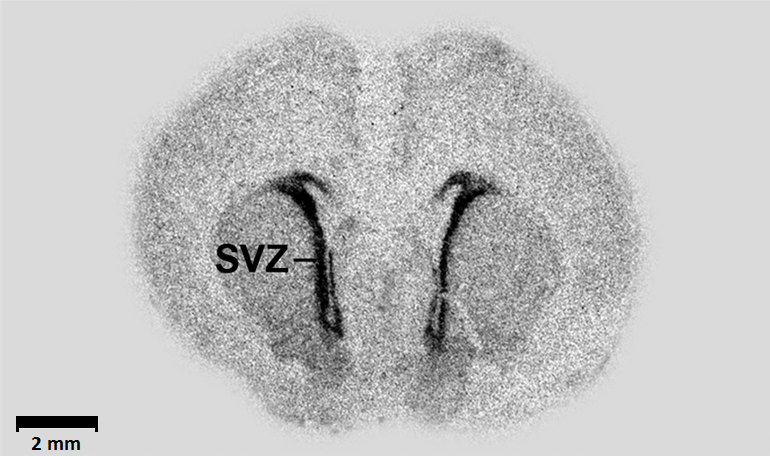
Ảnh phóng xạ tự chụp một lát cắt não từ một phôi chuột. Điểm tích tụ sản phẩm của GAD67 biểu hiện ở vùng dưới bán cầu (SVG).

Phóng xạ tự chụp là kĩ thuật chụp ảnh mẫu vật có chứa phần tử chứa chất phóng xạ nhờ đó xác định được vị trí của phần tử này trong mẫu cần nghiên cứu. Khác với chụp tia X phải dùng máy phát tia X chiếu vào phim, kĩ thuật này ghi ảnh của phân tử có chứa sẵn chất phóng xạ (do tình cờ bị nhiễm hoặc được đua và để "đánh dấu").
Đây là thuật ngữ thuộc lĩnh vực khoa học - kỹ thuật, trong tiếng Anh là autoradiography. Phim hoặc ảnh thu được nhờ kỹ thuật này gọi là phim hoặc ảnh phóng xạ tự chụp (autoradiograph - không có chữ "y"). Ví dụ: để biết được gen GAD67 (gen tổng hợp glutamate decarboxylase) của chuột có hoạt động hay không, nhà nghiên cứu đưa nguyên tố đồng vị phóng xạ thích hợp vào cơ thể chuột. Nếu gen này hoạt động nó sẽ tạo prôtêin tương ứng là glutamate decarboxylase có nguyên tố này, nhờ phim nhạy cảm với phóng xạ sẽ thu được vùng có sản phẩm phát xạ.

## Từ nguyên

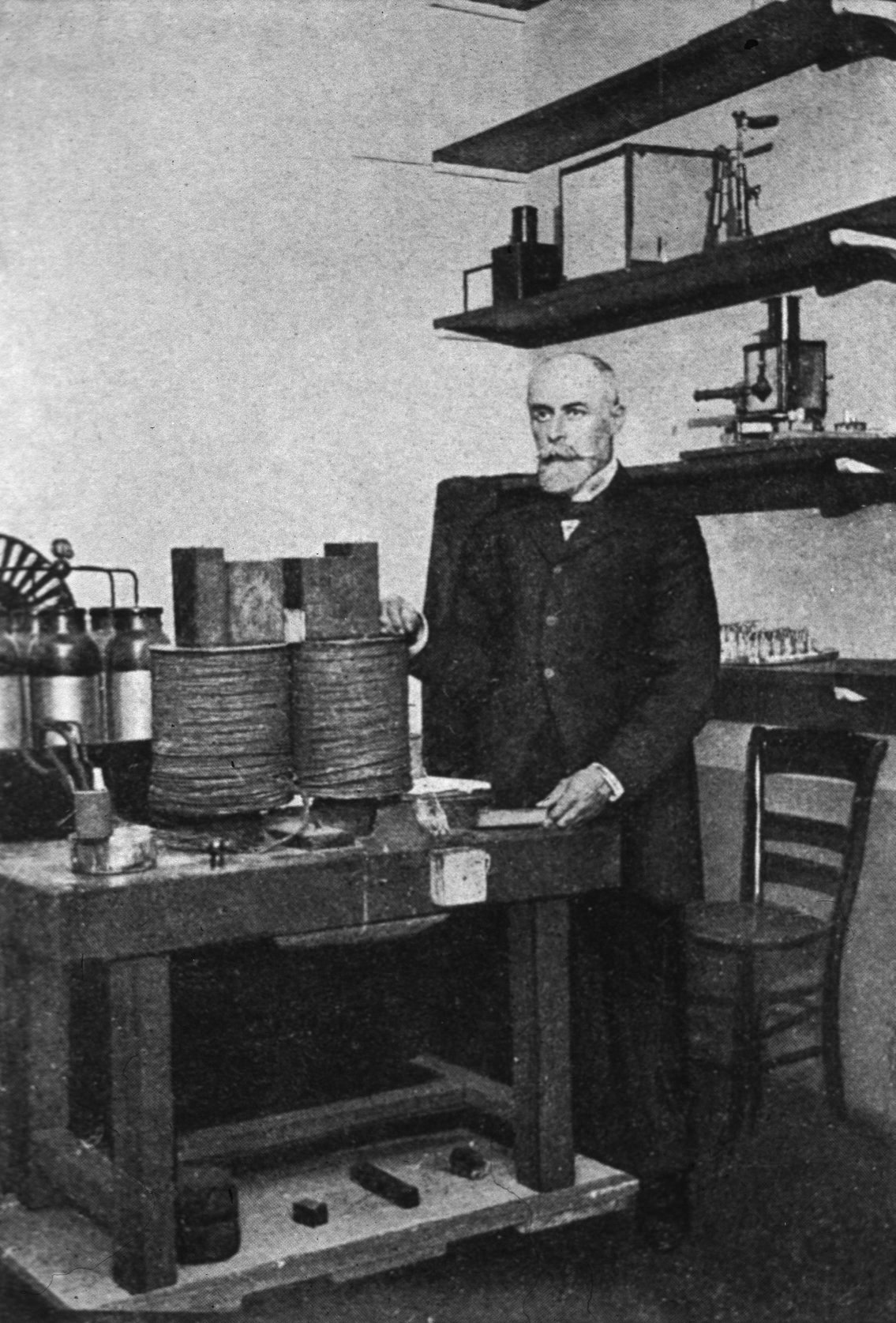
M. Becquerel ở một phòng thí nghiệm vật lý.

- Ảnh phóng xạ tự chụp đầu tiên được phát hiện từ cuối thế kỷ XIX nhờ Henri Becquerel khi ông quan sát thấy một bức xạ đã ghi dấu vết của nó trên tấm phim nhạy cảm với uranium (Becquerel, 1896). Không lâu sau, Paul Villard ở Pháp đã sử dụng kỹ thuật này để chứng minh một loại bức xạ ông phát hiện ra, mà vài năm sau được Ernest Rutherford đặt tên là tia gamma (Rutherford, 1903).[2] Hiện tượng một vật có thể phát ra tia phóng xạ như vậy, nên có thể để dấu vết (ảnh) của nó trên phim nhạy cảm với phóng xạ được hiểu là tự phát xạ (autoradioactive).
- Thuật ngữ "autoradiography" xuất phát từ thực tế là mẫu vật cần chụp ảnh không cần đặt giữa nguồn phát bức xạ với phim ghi lại như trong chụp X quang, mà nguồn bức xạ chứa bên trong của chính mẫu vật tự phát ra.[2][5] Do đó, thuật ngữ này gồm ba phần ghép lại: "auto" (tự động theo nghĩa là không cần bật nguồn phát xạ) + "radio" (từ radioactive nghĩa là phóng xạ) + "graph" (đồ thị).
- Hiện nay, máy chụp ảnh trên phim X quang hoặc phim phủ nhũ tương nguyên tử (nuclear emulsion) thường ghi hình ảnh dưới dạng kỹ thuật số, phương pháp này gọi là phóng xạ tự chụp kỹ thuật số (digital autoradiography).[6][7][8]

## Ứng dụng và thành tựu
Phương pháp phóng xạ tự chụp đã được ứng dụng rộng rãi trong nhiều ngành khác nhau và có nhiều thành tựu quan trọng. Sau đây là một số thường gặp.

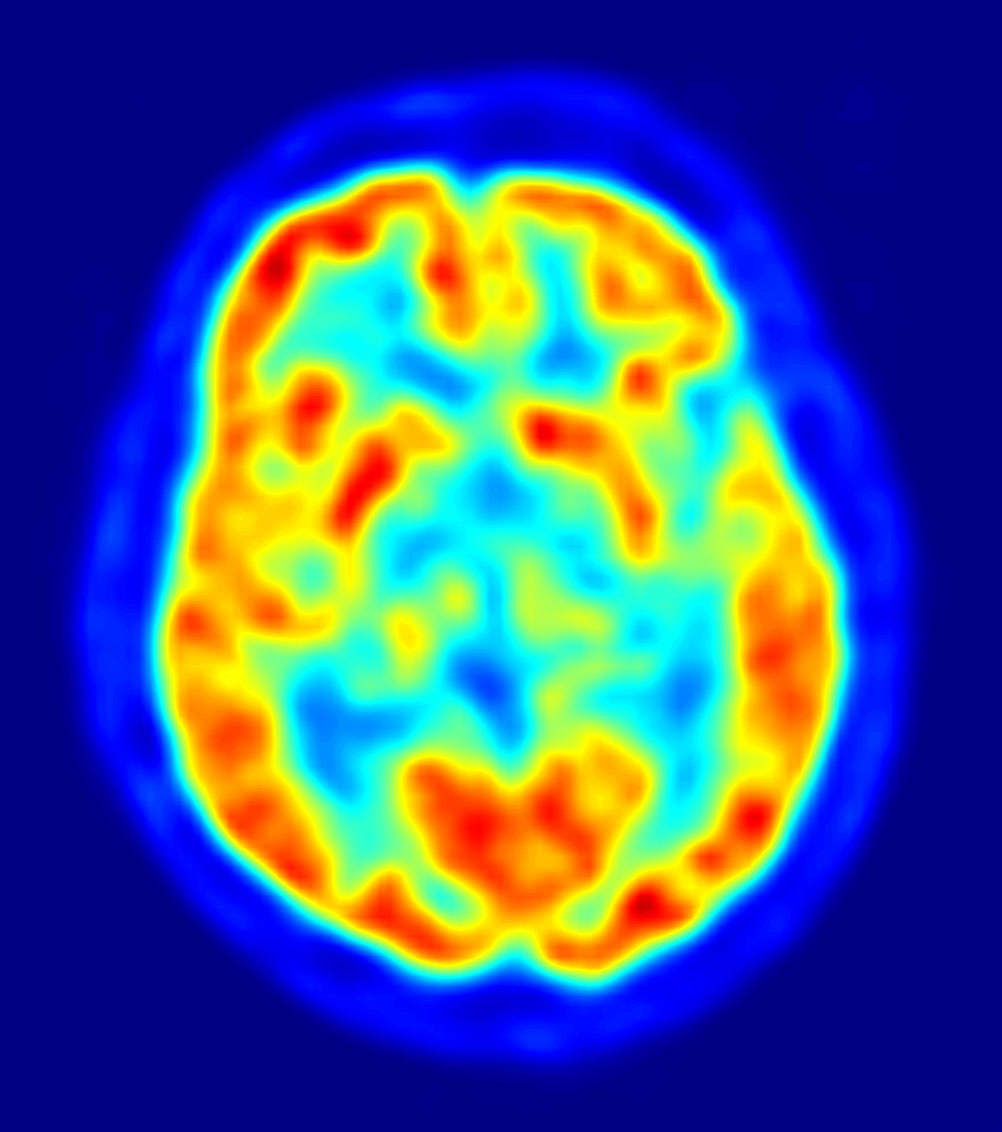
Ảnh chụp cắt lớp ngang của não của một người bệnh (nam, 56 tuổi) nhờ máy PET, với liều tiêm 282 MBq 18F-FDG. Vùng màu đỏ cho thấy nhiều chất đánh dấu tích lũy (18F-FDG), vùng màu xanh nồng độ thấp không phát xạ.

### Cơ chế trao đổi chất ở sinh vật
Trong sinh học, phương pháp này thường dùng trong nhiều thí nghiệm.
- Thí nghiệm xác định cơ chế trao đổi chất của chất cần nghiên cứu, con đường di chuyển và phân bố của nó trong cơ thể.
- Thí nghiệm tìm hiểu sự liên kết của chất cần nghiên cứu với thụ thể hoặc enzym nào đó.
- Nghiên cứu cơ chế tổng hợp axit nuclêic (nhân đôi DNA và phiên mã RNA), nghiên cứu lai axit nuclêic, v.v.[9][10][11]

Quá trình thí nghiệm có thể tiến hành in vivo hoặc in vitro. Bởi vì các nguyên tố phóng xạ thứ cấp (như Urani, Poloni,...) gây nguy hiểm và thường không có trong thành phần chất sống, nên nhà nghiên cứu dùng các đồng vị phóng xạ của những nguyên tố cấu thành chất sống tự nhiên như 3H (tritium) hay 125I (radioiodine), 14C, phôtpho-32, v.v.

### Y học và dược học
- Trong dược học, phương pháp này dùng để tìm hiểu sự phân phối của dược phẩm nào đó cần nghiên cứu, hoặc mới chế tạo.
- Trong y học, phương pháp này dùng để phát hiện vùng cần nghiên cứu có khối u hay có tổn thương nhất định, đem lại giá trị cao cho chẩn đoán.

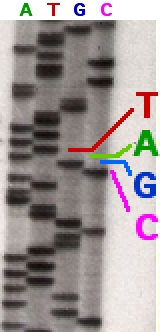
Giải trình tự DNA nhờ phóng xạ tự chụp.

### Đo tốc độ nhân đôi của DNA
Bằng phương pháp này, người ta đã xác định tốc độ nhân đôi của phân tử DNA ở  chuột là 33 nuclêôtit / giây. Còn tốc độ kéo dài DNA của thực khuẩn thể T4 khi ở trong tế bào E. coli lên tới 749 nuclêôtit / giây, ở 37 °C.

### Nghiên cứu cấu trúc phân tử
Trong nghiên cứu câu trúc phân tử DNA, phương pháp này cũng đã được sử dụng để giải trình tự DNA.

### Khám phá cơ chế phôtphoryl hóa prôtêin
Phôtphoryl hoá thêm nhóm phôtphat vào amino acid trong chuỗi pôlypeptit. Nhà nghiên cứu có thể ủ prôtêin in vitro với kinaza và γ-32P-ATP. Chẳng hạn nhờ ảnh phóng xạ tự chụp, người ta đã phát hiện chính xác protein liên kết CREB bị phôtphoryl hóa bởi HIPK2.

### Ngành kỹ thuật
- Chụp cắt lớp PET (positron emission tomography), chụp cắt lớp đơn SPECT (single-photon emission computed tomography) có dùng kỹ thuật phóng xạ tự chụp.
- Phát hiện các khuyết tật trong chế tạo, đặc biệt là phát hiện các vết nứt siêu nhỏ trong các thiết bị đặc biệt của máy bay, tàu vũ trụ,... nhờ dùng Krypton-85.[15]

### Phát hiện nhiễm xạ

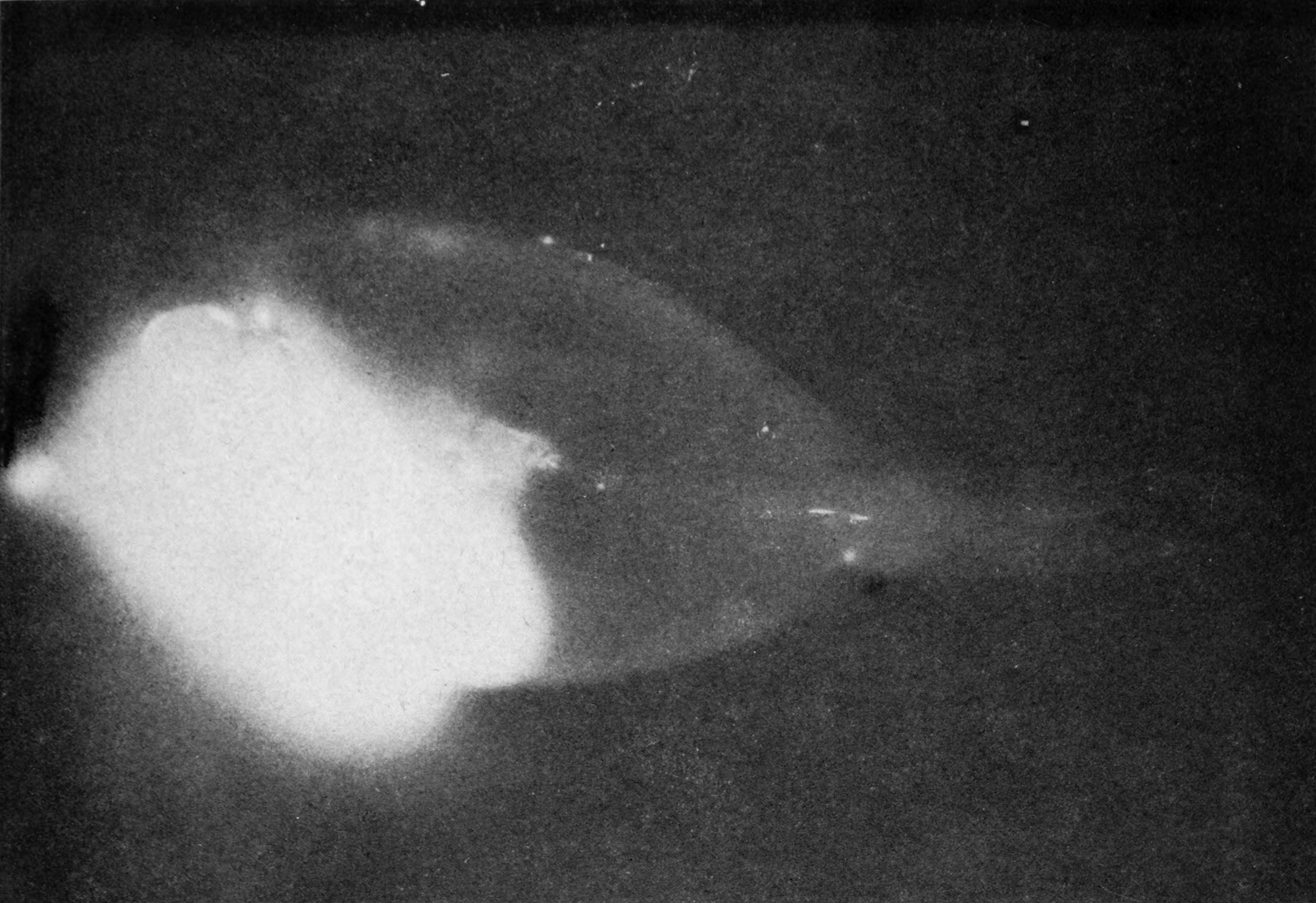
Ảnh của bác sĩ chứng tỏ vùng sáng như nhiễm xạ là tảo tươi được cá ăn. Cá còn sống và khỏe mạnh khi bị bắt.

- Sau các thảm hoạ hạt nhân, nhiệm vụ quan trọng hàng đầu là phát hiện nhiễm xạ ở vùng xảy ra thảm hoạ và xung quanh. Phóng xạ tự chụp là công cụ đắc lực.
- Tuy nhiên, cũng có trường hợp tình cờ hoặc "báo động" nhầm. Sau vụ thử hạt nhân Baker tại đảo san hô Bikini trong Chiến dịch Crossroads năm 1946, quân đội phải tiến hành khử nhiễm xạ một thời gian rất lâu. Tuy nhiên, một bác sĩ đã chụp được ảnh theo phương pháp này một con cá họ đuôi gai nhiễm xạ, nhưng do có loại "nguyên tố bắt chước calci" (strontium is a calcium mimic), nên sau đó công việc ngừng lại.[16]
- Sau thảm họa Chernobyl (26 tháng 4 năm 1986) khoảng 47 giờ, đám mây phóng xạ đã đến châu Âu. Các bụi phóng xạ phủ đầy cây cỏ và mặt đất và có người đã dùng phương pháp này để chứng minh ngay cả lá cỏ đã bị nhiễm xạ.